# Andreas Hilpert
Andreas Hilpert (* 28. Oktober 1837 in Amberg; † 15. Januar 1893 ebenda) war Bäcker, Bierbrauer und Mitglied des Deutschen Reichstags.

## Leben
Hilpert besuchte die deutsche Elementar- und die Sonntagsschule. Er war Comunbrauer und Bäckereibesitzer. Über 17 Jahre war er Mitglied der Gemeinde und des Magistrats. Weiter war er Verwalter des Krankenhauses und einer Rettungsanstalt für verwahrloste Knaben und Mädchen in Amberg.
Ab 1890 war er Mitglied des Deutschen Reichstags für den Wahlkreis Oberpfalz 2 (Amberg, Nabburg, Sulzbach, Eschenbach) und die Deutsche Zentrumspartei. Seit 28. Oktober 1891 war er auch Mitglied der Bayerischen Kammer der Abgeordneten, seine Mandate endeten mit seinem Tode.